# Berliner Luft (dessert)
Pour les articles homonymes, voir Berliner Luft.

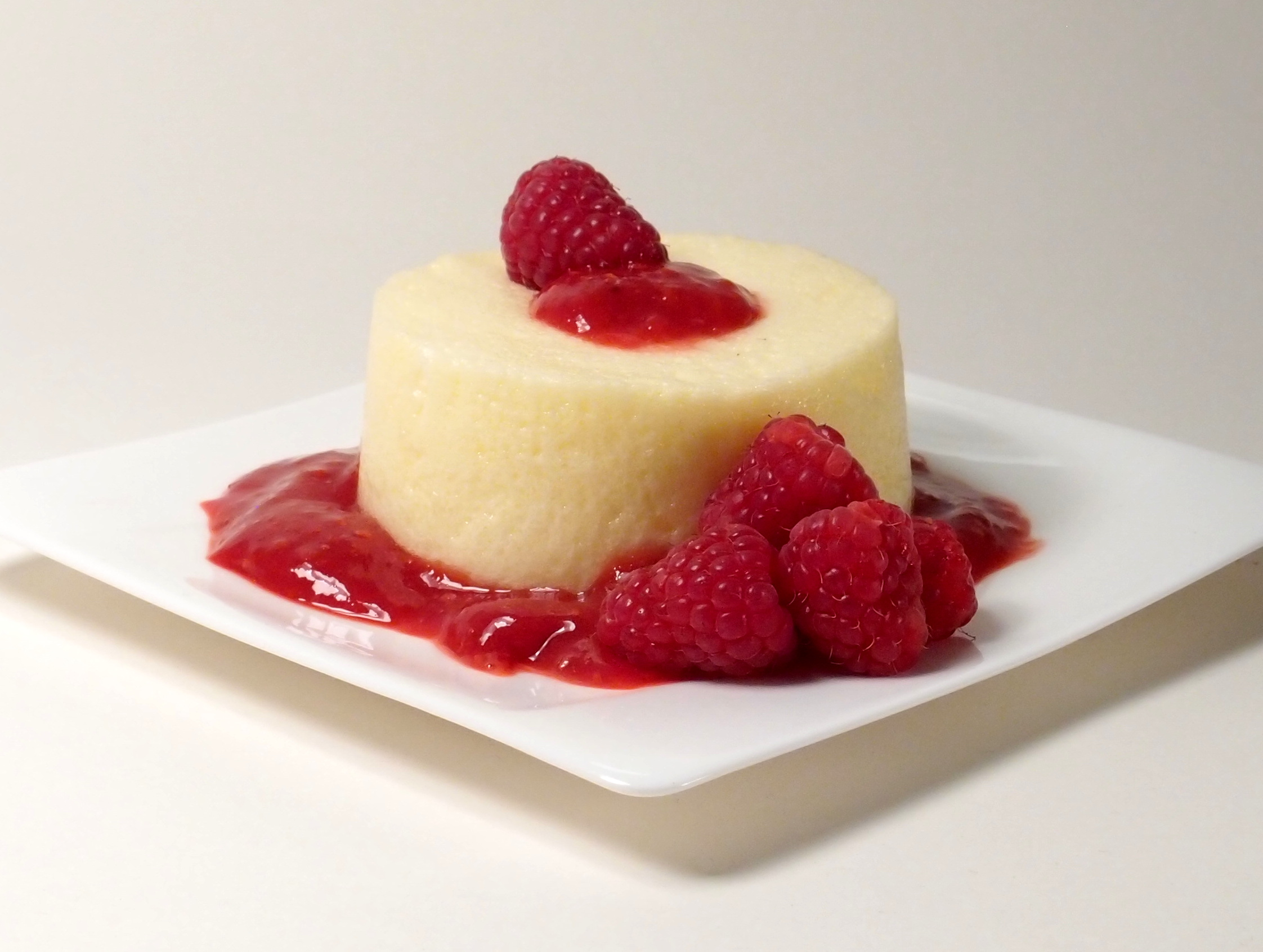
Un Berlin Luft.

Berliner Luft est un dessert allemand qui consiste en une mousse à base de jaune d'œuf, de blancs d'œufs, de sucre et de gélatine accompagnée d'un sirop de framboise.

## Préparation
Il est fréquent d'y ajouter du jus de citron, de la cannelle, du zeste de citron et du sucre vanillé. D'autres recettes incluent du vin blanc ou du rhum.

## Autour du dessert
Le dessert est plus ancien que le morceau de musique éponyme Berliner Luft écrit par Paul Lincke en 1904. La recette est en effet mentionnée dans un livre de recettes datant de 1897.